# Константиновец
Константиновец е село в Южна България. То се намира в община Раднево, област Стара Загора.

## География
Селото е разположено на 4 км северно от жп линията Нова Загора – Симеоновград и на около 8 км от Източномаришкия каменовъглен басейн - Рудник „Трояново 1“ и „Брикел“.
Местността е леко хълмиста. Почвата е чернозем. Виреят почти всички селскостопански култури, но главно се отглеждат зърнените
Предимно пшеница, ечемик, царевица, слънчогледи, зеленчуци и др. Киматичното влияние на Средиземноморието се чувства вследствие поречието на р. Марица и на р. Сазлийка.
През селото преминава малка река, приток на р. Сазлийка (р. Батканлийска), и на нея, на около 3 км. е построен язовир „Константиновец“, където се развъжда много риба – шаран.
От спирка Любеново до селото има асфалтиран път. Вътре в селото има минерален извор, чиято вода е добра за пиене.

## История
Старото село – Батканлий е било отначало разположено на около три километра нагоре по течението на реката, в местността „Сталевата чешма“. Сега, в близост до това място, има язовир – Константиновец". Но когато се появила чумна или холерна епидемия, цялото село се е преместило по на юг, на сегашното си място.
За тези далечни времена някои сведения могат да се намерят в книгата „Видрица“ на поп Минчо Кънчев, близък съратник на Васил Левски. За да развива революционна дейност и да организира дружества, настоятелства и комитети за борба против поробителя, той е назначен от хаджи Господин Славов, главен настоятел на старозагорските училища, за ревизор на училищата в Старозагорско, като известен духовник и комитетски човек.
В тази ценна и оригинално написана книга, под формата на спомени, се откриват, макар и малко, данни за село Батканлий (сега с. Константиновец). По това време /около 1871 г./ то е съизмеримо с останалите села тогава – Раднево, Знаменосец. Любеново, Трояново, Свободен, Трънково и др.. имало е 60 къщи, училище с 28 деца и споменава учителите: Продан Йовчев, Димитър Полаков, Захария Тонев. Споменава се също, че в селото, за разлика от околните села, е имало най-много „наши“, както ги нарича поп Минчо Кънчев, революционно настроени хора, готови да участват в борбата за освобождение от османско владичество.
В миналото, понякога и в днешно време, на 2 юли (Илинден, по стар стил) се провежда сбор.

## Религии
Населението е източноправославно. След 1950-те години има и други вероизповедания. Селото никога не е имало църква. Вярващите са посещавали църквата в с. Любеново, което отстои на 4 км. югоизточно.
1. ↑  www.grao.bg